# Pseudoligosita inermiclava
Pseudoligosita inermiclava är en stekelart som först beskrevs av Girault 1915.  Pseudoligosita inermiclava ingår i släktet Pseudoligosita och familjen hårstrimsteklar. Inga underarter finns listade i Catalogue of Life.